# Gregory David Roberts
Gregory David Roberts, né le 21 juin 1952 à Melbourne dans l'état de Victoria, est un auteur australien. Il est surtout connu pour avoir écrit le roman Shantaram.
Il est un ancien héroïnomane et a été accusé pour grand banditisme à cause de plusieurs braquage de banque. Il s'est échappé de la prison de Pentridge (en) en 1980 et s'est enfui en Inde, où il a vécu pendant dix ans.

## Biographie

### Vie privée
Gregory David Roberts a 24 ans quand il sombre dans la drogue après la perte de la garde de sa fille. Une série de vols commis à l'aide d'un faux pistolet lui vaut le surnom de Gentleman Bandit, parce qu'il commettait ses braquages en costume trois pièces et montrait toujours de la politesse envers ses victimes. Il est condamné à dix-neuf ans de rétention, mais s'évade de la prison de Pentridge en 1980, et passe dix de ses années de cavale à Bombay.
En 1990, Roberts a été capturé à Francfort après avoir été pris en train de faire passer de l'héroïne dans le pays. Il a été extradé vers l'Australie et a purgé six années de prison, dont deux en isolement cellulaire. Selon Roberts, il s'est à nouveau échappé, mais il a été capturé et a été placé en isolement. Son intention était pourtant de purger le reste de sa peine pour se donner la chance de retrouver sa famille.
Roberts a vécu à Melbourne, en Allemagne, en France et est finalement retourné à Mumbai (Bombay), où il a mis en place des fondations caritatives pour aider les pauvres à accéder à des soins de santé. Il a finalement retrouvé sa fille. Il s'est fiancé à Françoise Sturdza, présidente de la Fondation Heart for India. Roberts a également écrit le scénario original pour l'adaptation cinématographique de Shantaram.
En 2009, Roberts a été nommé ambassadeur de la Fondation Zeitz pour la communauté. Les ambassadeurs aident à sensibiliser et à façonner les activités dans leurs régions. En 2011, Roberts a démissionné en tant qu'ambassadeur en raison de la pression des autres engagements, mais continue d'aider la Zeitz Foundation en tant qu'ami.

### Carrière d'écrivain
Pendant son deuxième séjour à la prison australienne, il a commencé à écrire le livre Shantaram. Le manuscrit a été détruit deux fois par les gardiens de prison pendant que Roberts l'écrivait. Après avoir terminé sa peine, Roberts a pu terminer et publier son roman, Shantaram. Le nom du livre vient du nom que lui a donné la mère de son meilleur ami, qui signifie Homme de paix ou Homme de paix de Dieu.
Il existe un débat quant à savoir quelle part de Shantaram est basée sur de vrais événements ou si elle est un mélange de la vie réelle et de fiction. Sur cet aspect, Roberts a déclaré:
« Certaines expériences de ma vie sont décrites à peu près comme elles sont arrivées, et d'autres sont des récits créés, justifiés par mon expérience. Je voulais écrire deux ou trois romans sur des éléments bruts de ma vie, me permettant d'explorer les thèmes qui m'intéressaient, tout en gardant le récit immédiat en l'ancrant à certaines de mes vraies expériences. Ce sont des romans, pas des autobiographies, et tous les personnages et dialogues sont créés. Peu importe que cela soit vrai ou non pour moi, c'est à quel point ils sont vrais pour nous tous, et pour notre humanité commune. »
La suite de Shantaram, L'Ombre de la montagne a été publié le 13 octobre 2015 par Little Brown.

## Œuvres
- Shantaram, Flammarion, 2006 ((en) Shantaram, 2003), trad. Pierre Guglielmina, 871 p.  (ISBN 978-2-08-068917-7)
- L'Ombre de la montagne, Flammarion, 2017 ((en) The Mountain Shadow, 2015)